# Egnasia accingalis
Egnasia accingalis là một loài bướm đêm trong họ Noctuidae.